# Pepiniden

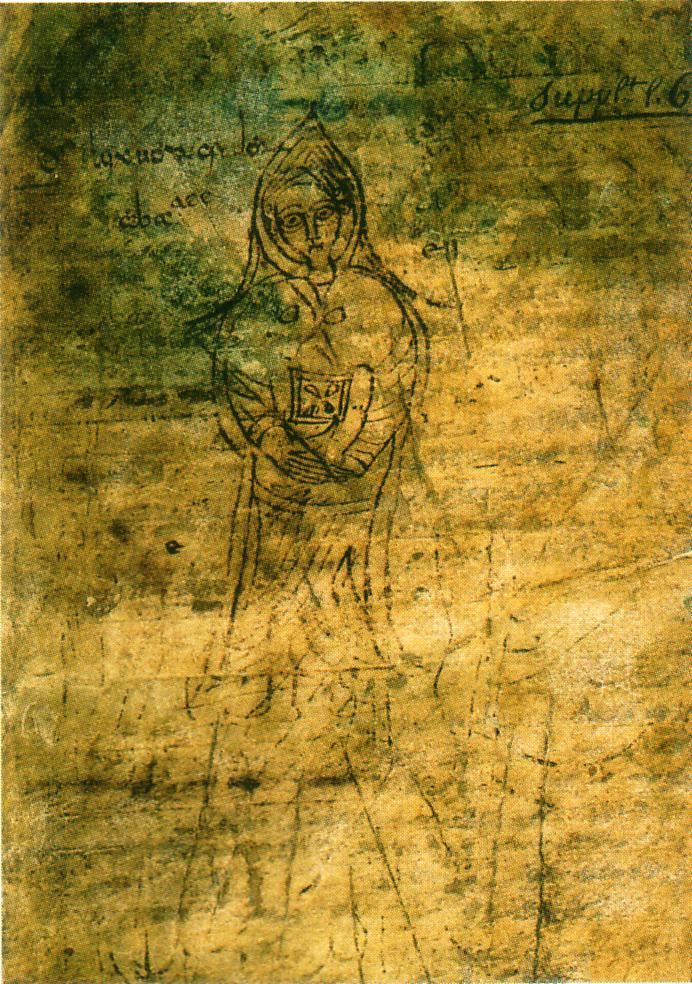
Bron over de Pepiniden: de kronieken van monnik Fredegar

De Pepiniden of Pippiniden zijn een dynastie van Frankische edelen uit Austrasië, ten tijde van de laatste Merovingische koningen, die vadsige koningen genoemd werden. De naam Pepiniden komt van de talrijke edelen die Pepijn heetten.
Regerende hofmeiers uit de familie der Pepiniden waren:
- Pepijn I de Oude, van Landen
- Ansegisus, uit adellijke familie der Arnulfingers[1] en aangetrouwd met de Pepiniden
- Grimoald I
- Childebertus adoptivus, hofmeier en tegenkoning[2] van Merovinger koning Dagobert II
- Pepijn II van Herstal en nazaten uit zijn eerste huwelijk: Drogo, Grimoald II en Theudoald.

De Pepiniden genoten voldoende steun van andere edellieden in Austrasie. Hun grote bondgenoot was steeds de familie der Arnulfingers. De Pepiniden zijn bovendien de voorouders van de Karolingische dynastie, namelijk afstammelingen langs de vrouwelijke lijn van Pepijn van Landen en vervolgens langs de mannelijke lijn van het tweede huwelijk van Pepijn van Herstal.

## Pepijn van Herstal
Pepijn van Herstal was de laatste Pepinide, een rijke grootgrondbezitter zoals de rest van zijn familie. Hij versloeg in 687 Berthar, de hofmeier van Neustrië, te Tertry. Pepijn werd vervolgens hofmeier van Austrasië, en daarop ook hofmeier van het hele Frankische Rijk onder de Merovingische koningen Theuderik III, Clovis IV, Childebert III en ten slotte Dagobert III.

## Karolingen
Te beginnen met Karel Martel, die als bastaard of onwettig kind eerst niet als lid van de Pepiniden erkend werd, werden de partijgangers en afstammelingen van Karel Martel finaal Karolingen genoemd. De Frankische Burgeroorlog was een machtsstrijd tussen de nazaten van de twee huwelijken van Pepijn van Herstal. Karel Martel won en zijn familie werd de Karolingen genoemd met hun grootste telg, Karel de Grote.
Het belangrijkste gebied waar de Pepiniden heersten werd de streek waar ook de Karolingen bij voorkeur vertoefden: de omgeving van Luik (met name Herstal en Jupille), Aken en Keulen.

## Heiligen
Een groot aantal leden van de familie en haar aanverwanten is heilig verklaard, onder anderen Adalardus, Allowin van Haspengouw, beter bekend als Sint Bavo, Arnulf van Metz, Begga, Chlodulf, Gertrudis van Nijvel,  Hadeloga, Hugo van Rouen, Ida van Nijvel, Landrada, Plectrudis, Remigius van Rouen en Wilfetrudis van Nijvel.
Pepijn van Herstal en de broer van Pepijn de Korte, Carloman, hebben lagere graden van rooms-katholieke heiligheid bereikt, respectievelijk zalige en eerbiedwaardige. De derde vrouw van Karel de Grote, Hildegard, werd eveneens zalig verklaard.

## Stamboom
```
Pepijn van Landen
 (
585
-† 
639
), hofmeier van 
Austrasië
 (
615
-
639
).
 Gehuwd met 
Ida van Nijvel

 ¦
 +-
Grimoald I
 (
616
-† v.
662
), hofmeier van 
Austrasië
 (
643
-ongeveer
662
). Vermoord te 
Parijs
.
 ¦ Gehuwd met: ?
 ¦ ¦
 ¦ +-
Wilfetrudis
 (?-† 
669
), 
abdis van Nijvel
. 
 ¦ +-
Childebert de Geadopteerde
 (?-† 
662
), koning van 
Austrasië
 (
656
-
662
).
 ¦   Geadopteerd door de  
Austrasische koning
 
Sigibert III
.
 |
 +-
Begga
 (
620
-† 
693
). 
 ¦ Huwde in 
635
 met 
Ansegisel
, zie beneden 
 ¦
 +-
Gertrudis van Nijvel
 (
626
-† 
659
), abdis te 
Nijvel
.
```

```
Arnulf van Metz
 (
582
-† 
640
), bisschop van 
Metz
. Monnik te 
Saint-Mont
.
 Gehuwd met: 
Dode

 ¦
 +-
Chlodulf
 (?-† 
697
), bisschop van 
Metz
 (
656
). 
 +-
Ansegisel
 (?-† 
679
), hofmeier van 
Austrasië
(
629
-
639
). 
   Gehuwd met: 
Begga
 (
635
)
   ¦
   +-
Pepijn van Herstal
 (
635
-† 
714
), hofmeier van 
Austrasië
 (
680
), 
     hofmeier van 
Neustrië
 (
687
), hofmeier van 
Bourgondië
 (
687
), koning der Franken. 
     1) gehuwd met: 
Plectrudis

     2) concubine: 
Alpaïda van Bruyères

     ¦
     +-Van 1: 
Drogo van Champagne
 (
670
-† 
708
), graaf van de 
Champagne
.
     ¦ gehuwd met: 
Anstrudis

     ¦ ¦
     ¦ +-Pepijn (?-?). 
     ¦ +-Godfried (?-?). 
     ¦ +-
Hugo van Rouen
 (?-† 
730
), abt van de 
abdij van Fontenelle
, aartsbisschop van 
Rouen
. 
     ¦ +-
Arnulf van Champagne
 (
690
-† 
721
), graaf van de 
Champagne
.
     ¦
     +-Van 1: 
Grimoald II
 (?-† 
714
), hofmeier van 
Bourgondië
, hofmeier van 
Neustrië
 (
700
). 
     ¦ gehuwd met: 
Theudesinda
 
     ¦ ¦
     ¦ +-
Theodoaldus
 (?-?). 
     ¦ +-Arnold (?-?).
     +-Van 2: 
Childebrand
 (?-† 
695
), graaf van de 
Franken
, graaf van 
Bourgondië
. 
     ¦ gehuwd met: ?
     ¦ ¦
     ¦ +-
Nibelung
 (
725
-?).
     ¦
     +-Van 2: 
Karel Martel
 (
685
-† 
741
), hofmeier van 
Austrasië
 (
719
), 
              hofmeier van 
Neustrië
 (
719
), hofmeier van 
Bourgondië
 (
719
).
              (begin van de Karolingen)
```

## Externe bron
Deze bijdrage is voor een belangrijk deel uit de Franstalige Wikipedia overgenomen.